# Pseudomastinocerus ruficeps
Pseudomastinocerus ruficeps är en skalbaggsart som först beskrevs av Maurice Pic 1925.  Pseudomastinocerus ruficeps ingår i släktet Pseudomastinocerus och familjen Phengodidae. Inga underarter finns listade i Catalogue of Life.